# إيزابيل موريتي
إيزابيل موريتي (بالفرنسية: Isabelle Moretti)‏ هي موسيقية فرنسية، ولدت في 5 مايو 1964 في ليون في فرنسا.

## وصلات خارجية
- إيزابيل موريتي على موقع ميوزك برينز (الإنجليزية)
- إيزابيل موريتي على موقع أول ميوزيك (الإنجليزية)
- إيزابيل موريتي على موقع ديسكوغز (الإنجليزية)